# Lobonemoides robustus
Lobonemoides robustus is een schijfkwal uit de familie Lobonematidae. De kwal komt uit het geslacht Lobonemoides. Lobonemoides robustus werd in 1920 voor het eerst wetenschappelijk beschreven door Stiasny. 